# Nováky
Nováky (în maghiară Nyitranovák) este un oraș din Slovacia, aflată în districtul Prievidza din regiunea Trenčín. Localitatea se află la altitudinea de 242 m deasupra n.m., se întinde pe o suprafață de 19,29 km2 și în 2017 număra 4215 de locuitori.

## Istoric
Localitatea Nováky este atestată documentar din 1113.

## Demografie
| An:                | 1994 | 2004   | 2014   | 2024   |
| ------------------ | ---- | ------ | ------ | ------ |
| Număr de persoane: | 4253 | 4426   | 4270   | 4093   |
| Diferență:         |      | +4,06% | −3,52% | −4,14% |

| An:                | 2023 | 2024   |
| ------------------ | ---- | ------ |
| Număr de persoane: | 4136 | 4093   |
| Diferență:         |      | −1,03% |